# Diecezja żylińska

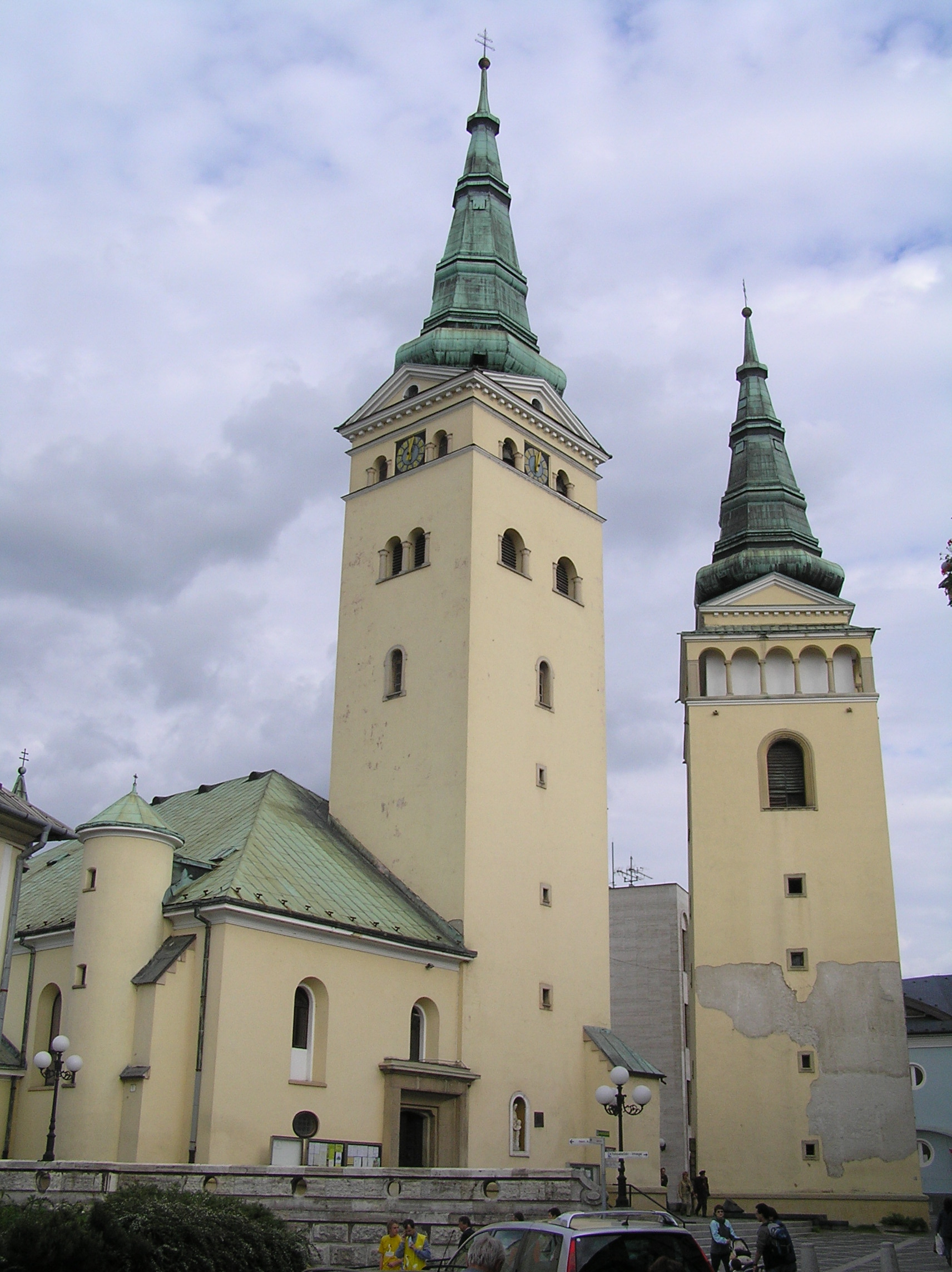
katedra w Żylinie

Diecezja żylińska (łac.: Dioecesis Žilinensis; słow.: Žilinská rímskokatolícka diecéza) – katolicka diecezja słowacka położona w północno-zachodniej części kraju. Siedziba biskupa znajduje się w katedrze pw. Trójcy Świętej w Żylinie.

## Historia
Diecezja została erygowana bullą papieża Benedykta XVI 14 lutego 2008 r. z wydzielenia części ziem z bańskobystrzyckiej i diecezji nitrzańskiej.

## Biskupi
- ordynariusz - bp Tomáš Galis

## Podział administracyjny
Diecezja żylińska składa się z 10 dekanatów:
- Bytča
- Czadca
- Ilava
- Kysucké Nové Mesto
- Martin
- Púchov
- Powaska Bystrzyca
- Rajec
- Varín
- Żylina